# Movimento Paraíba Capital Parahyba
O Movimento Paraíba Capital Parahyba surgiu em 2007, a partir de um debate realizado no Gabinete Cultural - espaço localizado na Praça Antenor Navarro,(centro histórico de João Pessoa -Paraíba) vinculado ao mandato do então vereador Flavio Eduardo (Fuba), na época filiado ao PSB.
A presença de pessoas com conhecimento sobre a História da Paraíba e o desejo de rever a identidade histórica de sua população, levou a que a noite de debates tivesse desdobramentos em outras reuniões, surgindo assim o Movimento. No ano seguinte, ganhou força com a criação do Coletivo Cultural Anayde Beiriz, que congregava artistas e escritores do mesmo Movimento, no sentido de homenagear e manter vivo o nome da poeta e professora, que foi um dos personagens principais da História, realizando eventos culturais  que levavam ao despertar desta consciência histórica, e sobretudo da difusão de nossos valores culturais.
Em 2008, o Movimento ganha ainda mais força com o lançamento do livro "Parahyba 1930: A Verdade Omitida" Ed. Sal da Terra-PB, de autoria de Flavio Eduardo Maroja Ribeiro (Fuba). O livro reúne um grande acervo documental e bibliográfico, resultado de ampla pesquisa realizada pelo seu autor, trazendo a maior contribuição dada até então para aqueles que se interessam em desvendar a verdadeira história da Paraíba.
Outras articulações surgiram a partir deste período a exemplo do Movimento Bandeira Viva, liderado pelo professores do município de Campina Grande., e do Movimento Nossa Bandeira é a Cultura, formado por diversos setores culturais, artistas e produtores, sobretudo aqueles localizados no centro histórico da cidade.
A luta do Movimento Paraíba capital Parahyba se deu principalmente, no sentido de esclarecer e conscientizar a população paraibana, acerca da verdadeira história, que foi omitida pelos poderosos, e a importância do resgate de sua identidade.

## Motivações
Os participantes do Movimento, bem como os seus simpatizantes, reconheciam que o nome dado a cidade que é a capital do estado da Paraíba, bem como a bandeira que o representa, foram frutos de imposição dos representantes da Aliança Liberal na época que se deu a chamada Revolução de 30 - onde o assassinato de João Pessoa, então presidente da Paraíba, foi um dos fatores determinantes que levou a dita Revolução. A população foi arrastada em um estado de comoção e alienação, que a fez concordar com a mudança do nome da cidade, até então Parahyba, para prestar homenagem ao então presidente assassinado. Ocorrendo no mesmo sentido a mudança da bandeira do estado, e, por décadas seguintes a omissão da verdadeira História. A principal motivação do Movimento foi portanto, a do resgate da verdadeira História e consequentemente da identidade de um povo.